# فصل شکار: ابله وحشت‌زده
فصل شکار: ابله وحشت‌زده (به انگلیسی: Open Season: Scared Silly) یک انیمیشن کمدی آمریکایی محصول سال ۲۰۱۵ تولید سونی پیکچرز انیمیشن و ارائهٔ رینمیکر اینترتینمنت است. این فصل چهارم و آخر از مجموعه‌فیلم فصل شکار است، فیلم‌های پیشین آن عبارتند از فصل شکار (۲۰۰۶)، فصل شکار ۲ (۲۰۰۸) و فصل شکار ۳ (۲۰۱۰).
این فیلم توسط دیوید فایس کارگردانی شده و تهیه‌کنندگی آن را جان بوش برعهده داشت. موسیقی فیلم توسط روپرت گرگسون ویلیامز و دومینیک لوئیس ساخته شده‌است. فصل شکار ۴ در تاریخ ۱۸ دسامبر ۲۰۱۵ در ترکیه اکران شد و در۸ مارس ۲۰۱۶ به صورت فیلم ویدیویی در ایالات متحده و کانادا منتشر شد.

## داستان
الیوت داستان وحشتناکی را تعریف می‌کند که باعث ترسیدن بوگ می‌شود. بوگ از کمپ تابستانی بیرون می‌رود و می‌گوید تا زمانی که افسانه ای که الیوت درباره‌اش گفته از بین نرود، به کمپ بازنمی‌گردد. الیوت هم مصمم است به بوگ کمک کند.

## اکران
این پویانمایی همانند قسمت‌های پیشین، فصل شکار ۲ و فصل شکار ۳، در کشورهای مختلفی اکران شد:
- ترکیه - ۱۸ دسامبر ۲۰۱۵
- مجارستان - ۳۱ دسامبر ۲۰۱۵
- رومانی - ۵ فوریه ۲۰۱۶
- روسیه - ۲ ژوئن ۲۰۱۶
- اوکراین - ۲ ژوئن ۲۰۱۶
- اسلواکی - ۱ سپتامبر ۲۰۱۶
- جمهوری چک - ۸ سپتامبر ۲۰۱۶

### رسانه‌های خانگی
فیلم به‌صورت دی‌وی‌دی و بلوری در ایالات متحده در ۸ مارس سال ۲۰۱۶ توسط سونی پیکچرز هوم اینترتینمنت منتشر شد.